# Musineon tenuifolium
Musineon tenuifolium är en flockblommig växtart som beskrevs av Thomas Nuttall, John Torrey och Asa Gray. Musineon tenuifolium ingår i släktet Musineon och familjen flockblommiga växter. Inga underarter finns listade i Catalogue of Life.